# 博伊德縣 (內布拉斯加州)
博伊德縣（英語：Boyd County）是美国內布拉斯加州北部的一個縣，北界南达科他州，面積1,410平方公里。根據2020年美國人口普查，共有人口1,810人。縣治比尤特。博伊德縣成立於1890年3月20日，縣政府成立於1891年8月29日；縣名紀念內布拉斯加州州長詹姆斯·E·博伊德。

## 行鎮區劃

### 村
- 阿諾卡
- 布里斯托
- 比尤特（縣治）
- 格羅斯
- 林奇
- 默諾威
- 內珀
- 斯潘塞

### 鬼城
- 貝克
- 多蒂（英语：Doty, Nebraska）
- 曼卡多（英语：Mankato, Nebraska）
- 羅斯代爾